# Електронен компонент
Електронен компонент (също електронен градивен елемент) се нарича всяко устройство в електронна схема, чийто принцип на действие се основава на взаимодействието на заредени частици (предимно електрони) с електромагнитни полета и се използва за преобразуване на електромагнитна енергия. Електронният елемент е градивна част на една система, който отнесен към системата, не може да се разложи по-нататък.  Електронните компоненти са индустриални продукти и трябва да се отличават от електрическите елементи, които са абстрактни построения, представляващи идеализирани електронни компоненти.
Електронните компоненти имат по два или повече електрически извода. Те се свързват, обикновено чрез припой, към печатна платка, за да се създаде електронна схема с определена функция (например усилвател, радиоприемник или генератори на електрически трептения). Електронните компоненти могат да се използват или самостоятелно в тяхната дискретна форма, или като част от масиви от еднакви компоненти, или да бъдат интегрирани в състава на интегрални схеми. Класификацията по-долу касае дискретното използване на отделни електронни компоненти.

## Класификация
При извършването на анализ на електрически вериги се използват следните дефиниции на електронните компоненти:
- Активни компоненти обикновено преобразуват енергията на захранващ източник в поредица от управляеми електрически аналогови или импулсни сигнали, като внасят енергия в електрическата верига. Такива са транзисторите, електронните лампи, тунелните диоди, интегралните схеми.
- Пасивни компоненти не внасят енергия във веригата, но определят режимите на работата активните компоненти в електрическата верига, филтрират и отделят нежелани електрически сигнали или придават форма на сигнала с необходимите характеристики за последваща обработка. Такива са резисторите, кондензаторите, трансформаторите, електрическите филтри с всякакво предназначение. Към тази група може да се поставят и специализираните възли, използвани като единица електронен компонент, създадени по схема от дискретни пасивни елементи за конкретно въздействие върху електрическата верига. Такива са електромагнитните закъснителни линии, чието действие се основава на времето за разпространение на електромагнитните вълни през разпределени или съсредоточени капацитети и индуктивности, батерията от кондензатори за корекция на cosφ, и др.
- Електромеханични компоненти могат да изпълняват електрически операции като използват движещи се части. Към тях се отнасят различните видове превключватели, релета, бутони и съединители.

Активните и пасивните електронни елементи могат да бъдат линейни или нелинейни.

## Активни компоненти

### Полупроводникови

#### Диоди
Диодите са полупроводникови елементи, снабдени с два извода – положителен и отрицателен (анод и катод). Диода се състои от полупроводников материал, който позволява протичането на ток само в едната посока, в зависимост от това как е проектиран диодът. В полупроводниковия материал, от който е съставен диодът, е създаден P-N преход. Всеки диод има характерна за него волт-амперна характеристика. Диодите са изключително разнообразни и се поделят на няколко големи групи, в зависимост от своя строеж, функция, мощност, честота и пр. Най-общо диодите могат да бъдат изправителни, ценерови, диоди на Шотки, фотодиоди, варикапи и др. Освен тях са известни и други технологии за получаване на диоди. Освен като дискретни елементи, диодите могат да бъдат комбинирани с други елементи, например – оптоелектронни, да бъдат структурирани в пакет, интегрирани в контролер или интегрална схема или поставени в матрица (памети и контролери).
Диодите имат различни видове корпуси, в зависимост от приложението и видът им. Изводите на този елемент се наричат анод-А и катод-К.
Видове
- обикновен диод
- тунелен диод
- ценеров диод
- варикап
- диод на Шотки
- диод на Гън
- светодиод
- фотодиод
- флаш светодиод
- PIN диод
- ППН диод
- терминален диод
- лазерен диод
- постянноотоков диод
- диак

#### Транзистори
Едни от най-разпространените полупроводникови елементи, довели до революция в електрониката и микроелектрониката. Първият транзистор е изобретен от американските учени Уолтър Братейн и Джон Бардейн в периода от 17 февруари до 23 декември 1947 година. Транзисторът е полупроводников елемент, който се състои от три извода и три последователно съединени зони с различно легиране, което определя прехода на транзистора (PNP или NPN). Съществува голямо разнообразие от различни видове транзистори, като са се очертали две основни групи: биполярни и полеви транзистори. Най-важната особеност на биполярните транзистори е тази, че при тях има инжекция на токоносители през PN прехода и работния им ток се обуславя едновременно от два вида токоносители, откъдето идва и наименованието им биполярни. При полевите транзистори липсва инжекция на токоносители през прехода и работния им ток се обуславя или само от електрони или само от дупки, поради това полевите транзистори се наричат още униполярни. Транзисторът може да се използва за усилване, комутация и преобразуване на електронен сигнал. Елементът се среща като дискретен елемент, но по-често е интегриран в интегрални схеми и микропроцесори (до 10 милиарда) в зависимост от типа, свойствата и характеристиките му.
Видове
- биполярен транзистор
- полеви транзистор

Тиристорът е полупроводников елемент с P и N области, който има допълнителен извод наречен управляващ електрод се използва в микроелектрониката и силовата електроника. Тиристорът е управляем елемент и се използва често като превключвател. Изработва се от различни полупроводникови материали и се среща в различни корпуси направени от различни материали.
Видове тиристори ===
- триак
- квадрак

### Електронни лампи
Диодът е използван още в ламповата електроника (електронна лампа, диоди в ламповата електроника), но неговите свойства и характеристики дават една от основите за развитието на съвременната електроника.

## Пасивни компоненти

### Резистори
Резисторът е пасивен електронен елемент използван в електрониката като ограничител на напрежение. Основния параметър на резистора е съпротивление. Резисторите могат да бъдат дискретни елементи, структурирани в интегрални схеми, в резисторни пакети или да бъдат комплектовани в резисторни матрици. Съпротивителния материал на този елемент е диелектрик. Върху корпуса на елемента е изобразена информация за съпротивлението на елемента в мерната единица – Ом. Информацията е представена или чрез буквен тип или чрез цветен код за резистор. Като повечето елементи резисторите се произвеждат според определени стандарти. Тези стандарти се определят от вида на резистора, вида на диелектрика, качествата на елемента и други. Според точността на елемента резисторите са подредени в стандартизирани редове.

### Кондензатори
Кондензаторът е пасивен електронен елемент използван в електрониката като носител на електрическо напрежение. Елементът съхранява електрическа енергия. Идеята за съхраняване на електрическа енергия възниква през средата на XVIII век. Елементът е полярен и изводите му са положителен и отрицателен. Основите на елемента са два извода, две плочи, диелектрик, корпус и колектор на напрежение. Информация за капацитета на елемента, класа и други, могат да се открият върху корпуса изобразени в буквен вид и чрез цветен код за кондензатор. Също както при резисторите, кондензаторите са стандартизирани в различни класове и според точността си са подредени в редове.

### Мемристори
Мемристорът е рядко използван елемент в електрониката, но след 2008 идеята за подобен елемент е подложена на изследвания. Могат да бъдат изгадени бъдещи елементи на принципа на този елемент. Освен че е пасивен елементът може да съхранява определена електрическа информация. Елементът може да бъде разгледан и като верига от резистор, кондензатор и бобина.